# Florensac
Florensac är en kommun i departementet Hérault i regionen Occitanien i södra Frankrike. Kommunen ligger i kantonen Florensac som tillhör arrondissementet Béziers. År 2022 hade Florensac 5 138 invånare.

## Befolkningsutveckling
Antalet invånare i kommunen Florensac
Referens:INSEE